# Hsiang Chun-hsien
Hsiang Chun-hsien (chiń. 向俊賢; pinyin Xiàng Jùnxián; ur. 4 września 1993) – tajwański lekkoatleta specjalizujący się w skoku wzwyż.
Zawodnik ma w swoim dorobku dwa brązowe medale mistrzostw Azji juniorów (z 2010 i 2012). W 2010 zajął 6. miejsce na igrzyskach olimpijskich młodzieży w Singapurze. W 2011 był siódmy na mistrzostwach Azji. Dziewiąty zawodnik halowego czempionatu Azji w Hangzhou (2014). W 2015 zdobył srebrny medal mistrzostw Azji w Wuhanie oraz stanął na najniższym stopniu podium podczas uniwersjady. Złoty medalista mistrzostw Tajwanu.
Rekordy życiowe: stadion – 2,29 (21 października 2015, Kaohsiung); hala – 2,10 (16 lutego 2014, Hangzhou). Obydwa te rezultaty są aktualnymi rekordami Tajwanu.

## Osiągnięcia
| Rok  | Impreza                        | Miejsce        | Lokata            | Wynik (m) |
| ---- | ------------------------------ | -------------- | ----------------- | --------- |
| 2009 | Azjatyckie igrzyska młodzieży  | Singapur       | 4. miejsce        | 2,00      |
| 2010 | Mistrzostwa Azji juniorów      | Hanoi          | 3. miejsce        | 2,19      |
| 2010 | Igrzyska olimpijskie młodzieży | Singapur       | 6. miejsce        | 2,11      |
| 2010 | Igrzyska azjatyckie            | Kanton         | el. – 15. miejsce | 2,05      |
| 2011 | Mistrzostwa Azji               | Kobe           | 7. miejsce        | 2,18      |
| 2012 | Mistrzostwa Azji juniorów      | Kolombo        | 3. miejsce        | 2,16      |
| 2012 | Mistrzostwa świata juniorów    | Barcelona      | el. – 16. miejsce | 2,14      |
| 2014 | Halowe mistrzostwa Azji        | Hangzhou       | 9. miejsce        | 2,10      |
| 2014 | Igrzyska azjatyckie            | Incheon        | –                 | NM        |
| 2015 | Mistrzostwa Azji               | Wuhan          | 2. miejsce        | 2,24      |
| 2015 | Uniwersjada                    | Gwangju        | 3. miejsce        | 2,28      |
| 2015 | Mistrzostwa świata             | Pekin          | el. – 32. miejsce | 2,22      |
| 2016 | Igrzyska olimpijskie           | Rio de Janeiro | el. – 35. miejsce | 2,17      |
| 2017 | Mistrzostwa Azji               | Bhubaneswar    | 6. miejsce        | 2,20      |
| 2017 | Uniwersjada                    | Tajpej         | 3. miejsce        | 2,26      |